# Goli Vrh (gmina Klinča Sela)
Goli Vrh – wieś w Chorwacji, w żupanii zagrzebskiej, w gminie Klinča Sela. W 2011 roku liczyła 278 mieszkańców.